# 1953 Rupertwildt
1953 Rupertwildt је астероид главног астероидног појаса чија средња удаљеност од Сунца износи 3,108 астрономских јединица (АЈ).
Апсолутна магнитуда астероида је 11,8.